# Lista celor mai înalte clădiri din Timișoara

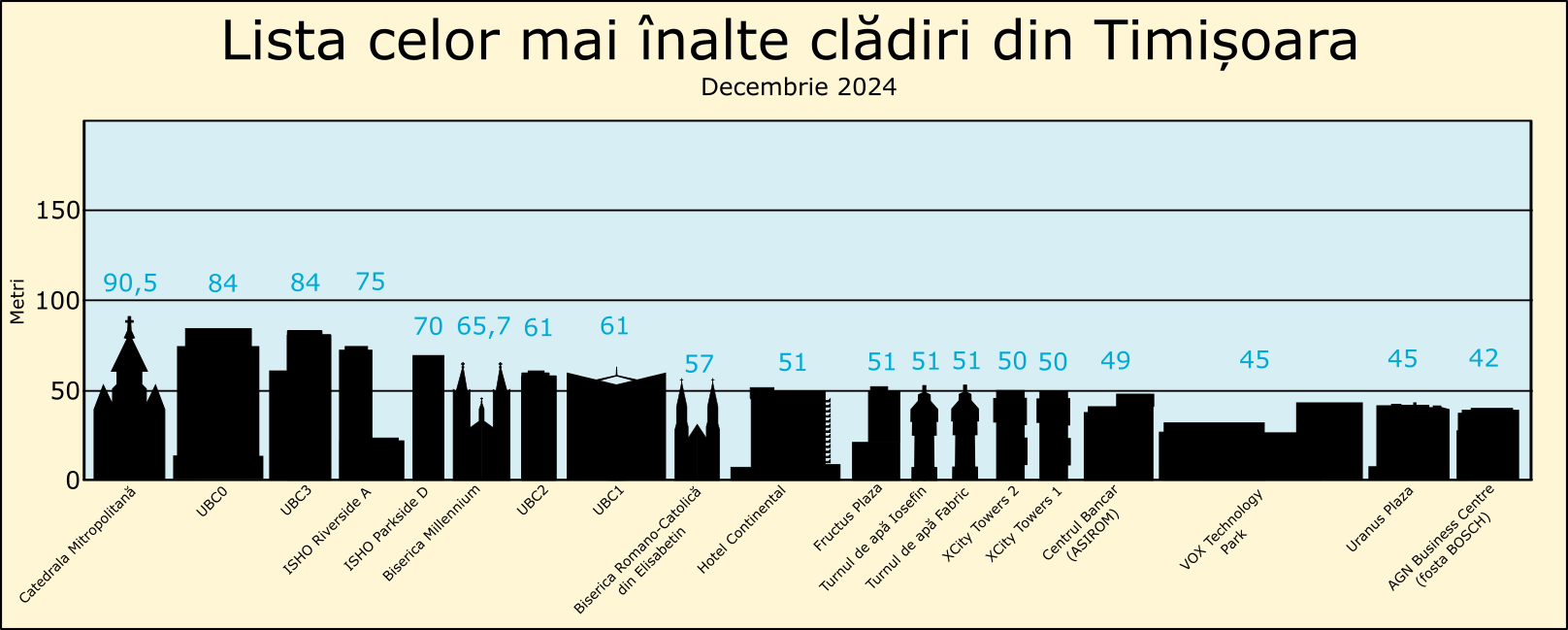
Diagramă a celor mai înalte clădiri din Timișoara

Aceasta este o listă a celor mai înalte clădiri din Timișoara.

## Finalizate (cel puțin 40 m)
| #  | Nume                                   | Imagine | Înălțime | Etaje | An   | Note                                                                          |
| -- | -------------------------------------- | ------- | -------- | ----- | ---- | ----------------------------------------------------------------------------- |
| 1  | Catedrala Mitropolitană                |         | 90,5 m   | —     | 1941 | A doua cea mai înaltă biserică din România, după Catedrala Mântuirii Neamului |
| 2  | United Business Center 3               |         | 84 m     | 15    | 2019 | Cea mai înaltă clădire de birouri din Timișoara                               |
| 3  | Biserica Millennium                    |         | 65,7 m   | —     | 1901 | Cea mai mare biserică romano-catolică din Timișoara                           |
| 4  | Fructus Plaza                          |         | 65 m     | 16    | 2011 |                                                                               |
| 5  | United Business Center 2               |         | 61 m     | 12    | 2017 |                                                                               |
| 5  | United Business Center 1               |         | 61 m     | 12    | 2017 |                                                                               |
| 7  | North Star Continental Resort          |         | 59 m     | 15    | 1971 |                                                                               |
| 8  | Biserica „Preasfânta Inimă a lui Isus” |         | 57 m     | —     | 1919 |                                                                               |
| 9  | Turnul de apă din Fabric               |         | 52 m     | —     | 1912 |                                                                               |
| 9  | Turnul de apă din Iosefin              |         | 52 m     | —     | 1914 |                                                                               |
| 11 | Uranus Plaza                           |         | 51 m     | 13    | 2015 |                                                                               |
| 12 | Centrul Bancar                         |         | 49 m     | 11    | 2004 |                                                                               |
| 13 | Vox Technology Park                    |         | 45 m     | 11    | 2016 |                                                                               |
| 14 | Clădirea ISIM                          |         | 43 m     | 11    | 1974 |                                                                               |
| 14 | AGN Business Center                    |         | 43 m     | 9     | 2009 |                                                                               |
| 16 | Ștefan cel Mare 53                     |         | 42 m     | 12    | 2008 |                                                                               |

## În construcție
| Nume                     | Imagine | Înălțime | Etaje | Anul începerii construcției | Anul estimat de finalizare | Note |
| ------------------------ | ------- | -------- | ----- | --------------------------- | -------------------------- | --- |
| United Business Center 0 |         | 155 m    | 27    | 2018                        | 2021                       | Proiectul inițial de 27 de etaje ar fi fost cea mai înaltă clădire din România, însă în primă fază for fi date în folosință doar 17 etaje. |
| ISHO Riverside A         |         | 75 m     | 21    | 2018                        | 2020                       | |
| ISHO Parkside D          |         | 70 m     | 20    | 2019                        | 2020                       | |
| XCity Towers             |         | 50 m     | 16    | 2019                        | 2020                       | |
| Consorhogar              |         |          | 13    | 2019                        | 2021                       | |
| Banat Art of Living      |         |          | 14    | 2019                        | 2021                       | |
| City of Mara             |         | 45 m     | 11    | 2019                        | 2020                       | |
| Vox Vertical Village     |         |          | 10    | 2019                        | 2020                       | |

## Structuri
| Structură      | Tip        | Înălțime | An | Note      |
| -------------- | ---------- | -------- | -- | --------- |
| Releul Urseni  | Releu      | 210 m    |    |           |
| Turnul CET Sud | Coș de fum | 200 m    |    | Nefolosit |